# Prionolabis isis
Prionolabis isis är en tvåvingeart som först beskrevs av Alexander 1958.  Prionolabis isis ingår i släktet Prionolabis och familjen småharkrankar. Inga underarter finns listade i Catalogue of Life.